# كارذيتسا
 كارذيتسا: (باليونانية: Καρδίτσα)، (بالإنجليزية:Karditsa)، مدينة يونانية تقع في وسط البلاد ضمن منطقة ثيساليا الإدارية، وهي مركز مقاطعة تحمل نفس الاسم ضمن هذه المنطقة الإدارية.

## الموقع والسكان
تقع المدينة في الجزء الغربي من سهل ثيساليا، حيث تبعد مسافة 54 كيلومتر عن لاريسا عاصمة ثيساليا.
يبلغ عدد سكان المدينة حوالي 38 ألف نسمة وبالتالي تكون رابع أكبر مدينة في ثيساليا بعد لاريسا، فولوس وتريكالا.

## التاريخ
تعد كارذيتسا من المدن حديثة الإنشاء في اليونان حيث يعود تاريخ بناءها للعام 1800 م. وقد تم ذلك على يد العثمانيين الذين هدفوا وقتها لبناء حامية عسكرية في سهل ثيساليا لحمايته من الثوار المتحصنين في جبل أغرافا.
سكن الأتراك واليونانيون في المدينة جنباً إلى جنب بدءأً من العام 1821 التي أصبحت مركزاً لمنطقة جنوب غرب ثيساليا وجبل أغرافا، أصبح عدد سكانها عام 1881 حوالي 3 آلاف نسمة. انضمت إلى الدولة اليونانية الحديثة عام 1897 م.
سيطرت عليها القوات الألمانية خلال الحرب العالمية الثانية، ولكنها كانت أول مدينة أوربية تتحرر من السيطرة النازية وذلك على يد قوات جيش التحرير الشعبي اليوناني (ELAS).

## متفرقات
- أهم نادي كرة قدم في المدينة هو أناينيسي كارذيتسا، وأيضاً نادي أستيراس كارذيتساس.
- تعتبر المدينة الأولى وطنياً من حيث استخدام الدراجات الهوائية في التنقل، وتوجد فيها شبكة طرق مخخصة لهذه الدراجات.
- توجد في المدينة بعض كلية الطب البيطري التابعة لجامعة ثيساليا، وبعض أقسام المعهد التقني العالي الثيسالي.
- أهم معالم المدينة تشمل متحف للفن البيزنطي، متحف للفنون الشعبية، كاتدرائية القديس قسطنطين (أغيوس كونستانتينوس)، ومبنى البلدية ويعود الأخيران لأواخر القرن التاسع عشر.

## أعلام
- يوانيس بوروسيس
- نيكولاوس بلاستيراس